# Valérie Simonnet
Valérie Simonnet (Koléa, Algèria, 11 de maig de 1965) fou una ciclista francesa, guanyadora d'una medalla de bronze al Campionat del món en contrarellotge per equips de 1989.

## Palmarès
- 1985
  - Vencedora de 2 etapes al Tour de França
  - Vencedora d'una etapa al Coors Classic
- 1986
  - Vencedora d'una etapa al Tour de Texas
- 1987
  - 1a al Tour d'Aquitània i vencedora d'una etapa
- 1988
  - 1a al Tour d'Aquitània i vencedora d'una etapa
  - Vencedora de 2 etapes al Tour de França
  - Vencedora d'una etapa a la Volta a la RDA
- 1989
  - Vencedora d'una etapa al Tour de l'Aude
- 1990
  - Vencedora d'una etapa al Tour de la Drôme
  - Vencedora d'una etapa a la Women's Challenge
- 1991
  - 1a al Circuit du Morbihan